# مسجد تايبيه الكبير
مسجد تايبيه الكبير (بالصينية: 台北清真寺 ) هو أكبر وأشهر مسجد في تايوان، تبلغ مساحته الإجمالية 2,747 متر مربع، يقع المسجد في حي دان من مدينة تايبيه، فمن هيكل الإسلامي أهم تايوان المسجد سجل كمعلم تاريخي في يوم التاسع والعشرين من شهر يونيو من عام 1999 من قبل حكومة مدينة تايبيه.

## التاريخ

### المبنى الأول
بعد تسليم تايوان من اليابان إلى الصين في عام 1945، قررت رابطة مسلمي الصيني في نانجينغ تعيين كل من تشانغ زيشون ووانغ جاغنزهاي و وتشنغ هورين لتشكيل جمعية تابعة لجمعية مسلمي الصين في تايوان وكان ذلك في يوم الثالث والعشرين من شهر ديسمبر من عام 1947، وفي وقت لاحق أتى الكثير من المسلمين الصينيين إلى تايوان ولكنهم لم يعثوروا على أي مكان للصلاة، فقرروا جمع المال لبناء أول مسجد في تايوان، وقاموا ببناء المسجد في شارع يشوى في منطقة وحي دان في مدينة تايبيه، وقد تبرع بالأراض تشانغ تشون تزي ووتشنغ هوى رن، وكان المسلمين المداومين بالصلاة في المسجد هم المسلمين القادمين من البر الرئيسى للصين، في أغسطس من عام 1948 ومع تزايد عدد المسلمين الصينيين مع الحكومة من حزب الكومينتانغ أصبح المسجد صغير جدا لاستيعاب العدد المتزايد من المصلين، فبدؤا في البحث عن مكان جديد أكبر لإعادة بناء المسجد.

### المبنى الحالي
في نهايات عام 1950 وبعد نهاية الحرب الأهلية الصينية ونقل الحكومة القومية من البر الرئيسى للصين إلى تايوان، اقترح المدير العام لجمعية مسلمي الصين وزير الخارجية جورج يه بناء أكبر مسجد في تايوان على غرار التصميم الذي تم تصميمه من قبل المهندس المعماري الشهير يانغ تشو تشنغ الذي صمم فندق جراند وقاعة تشيانغ كاي شيك التذكارية والمسرح الوطني وقاعة حفلات ومعالم عدة أخرى في تايوان، شيد المسجد من قبل شركة الهندسة القارية على أرض تبرعت بها الحكومة في الجنوب نت شارع شين شنغ، ودشن المسجد في حفل الافتتاح الذي اقيم في الثالث عشر من شهر نيسان من عام 1960، وتمت تغطية تكلفة البناء من قبل جمعية مسلمي الصين، وبتمويل بلغ 150,000 دولار من قبل شاه إيران وملك الأردن، ومبلغ 100,000 دولار من قبل حكومة الكومينتانغ وقرض من بنك تايوان، وكانت الجمعية قامت بسداد نصف القروض المصرفية عندما قررت الحكومة التايوانية إعفاء الجمعية من سداد بقية القرض، المسجد لديه علاقات قوية مع المملكة العربية السعودية والتي تواصل تقديم الدعم المالي إلى المسجد، بالإضافة لزيارة الأئمة السعودية للدعوة في المسجد خلال شهر رمضان، وفي عام 1971 زار مسجد الملك فيصل بن عبد العزيز، وقد زار المسجد عدة روؤساء مثل الملك حسين ملك الأردن ورئيس الوزراء تونكو عبد الرحمن من ماليزيا، وفي عام 1999 واجه المسجد لخطر هدم صدر جراء نزاع أراضي مع شركة الأسمنت، وأفيد أن شركة الاسمنت أعلنت وجود ملكية للأرض حيث يقع المسجد، وحاولوا تفكيك المسجد من أجل استعادة الأرض. ولكن في ظل المشرعين المعنيين في المنطقة والمساعدة من حكومة تايبيه ومن قبل عمدة تايبيه ما يينغ جيو، تم تحويل المسجد إلى مبنى تاريخي وضمه لدائرة الحفاظ على التنمية الثقافية المتنوعة.

## الأنشطة

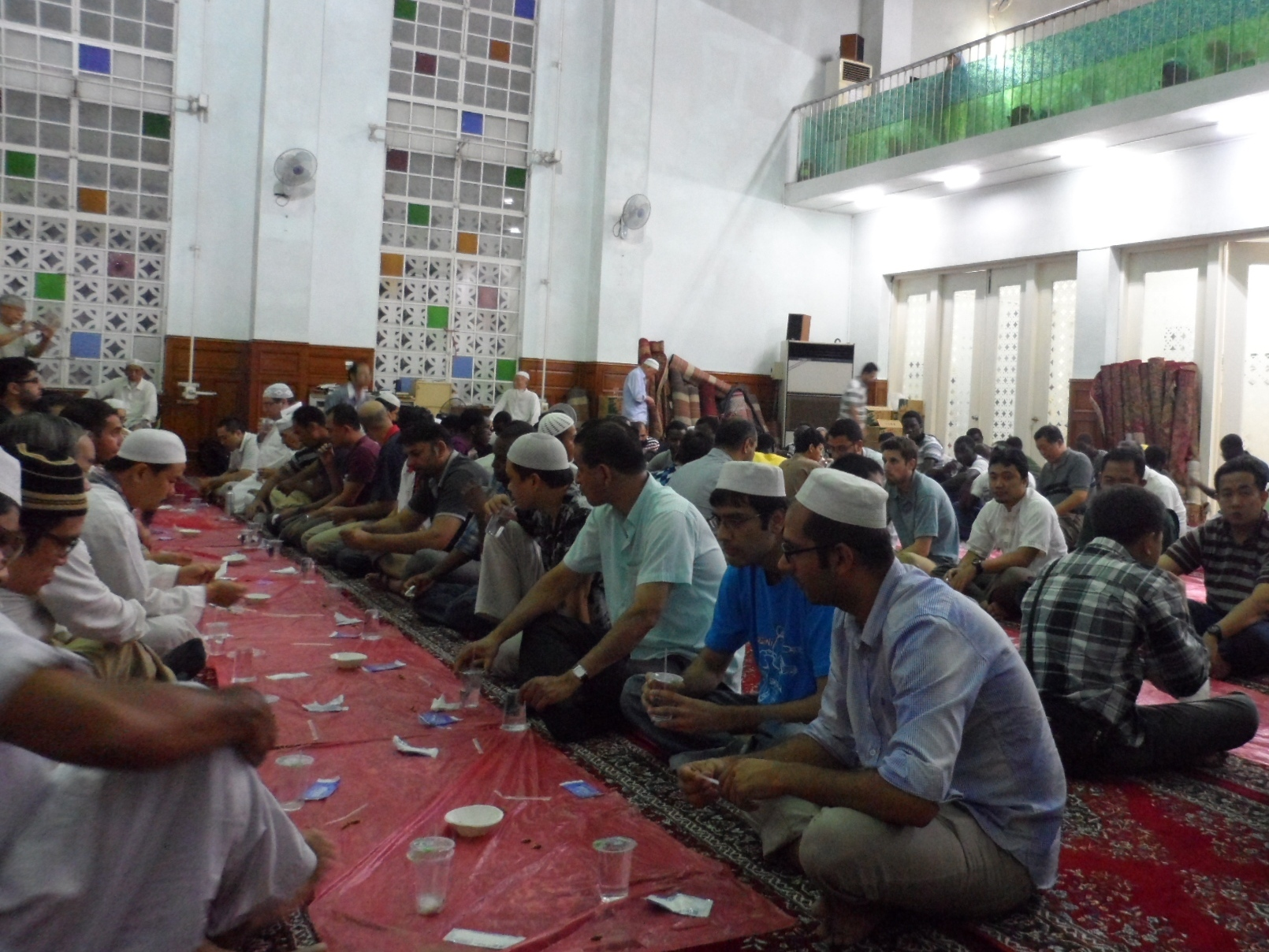
مصلين على مائدة الافطار

تماما مثل أي مسجد آخر مسجد تايبيه الكبير هو المكان الأكبر للمسلمين في تايوان لاداء الصلوات الخمس اليومية بما في ذلك صلاة الجمعة وصلاة العيد وصلاة التراويح في المساء خلال شهر الصوم شهر رمضان وحتى صلاة الجنازة، مسجد تايبيه الكبير يضم مقر جمعية مسلمي الصين وهي أكبر منظمة إسلامية في تايوان، والتي تقوم بتفعيل الأنشطة الإسلامية في جميع أنحاء تايوان، ولها سمعة طيبة بين المسلمين المحليين، ويحتوي المسجد أيضا على مجلس لإدارته من الإدارة المسؤولة عن شؤون المسجد، وإلى جانب جمعية مسلمي الصيني فالمسجد يضم المؤسسة الصينية الثقافي الإسلاميية التربوية، يحتوي المسجد على منظمة تطوعية خاصة بها متطوعي من جمعية كورب الإسلامية والتي أنشئت في عام 1995، تنظم هذه المنظمة المسلمين المتحمسين للقيام بالخدمات الإسلامية من خلال المنظمة، حاليا المنظمة لديها أكثر من 70 متطوعا، وكان لديهم العديد من الأنشطة وقاموا بمساعدة المسجد لأداء بعض الخدمات للمسلمين.
يتلقى المسجد صندوق لتشغيل معظم أنشطته الإسلامية، وتأتي تكلفة التشغيل اليومية من التبرعات الخاصة تلك المتعلقة بالشؤون المحلية، وأنها تسعى أحيانا للدعم من الجهات الحكومية المحلية، وقد ساعدت بعض المنظمات مثل رابطة العالم الإسلامي والندوة العالمية للشباب الإسلامي المسجد في مساعداه عن أنشطته الإسلامية، ونظرا لغياب أي مؤسسة للتربية الإسلامية الرسمية في تايوان، يحمل المسجد بعض الدورات الإسلامية للمسلمين المحليين مثل اللغة العربية والقرآن الكريم والحديث والتدريس والشريعة، وواقوم هذه الدروس خلال عطلة نهاية الأسبوع حيث يكون للتايوانيين المسلمين المزيد من الوقت للقيام بهذه الأنشطة، خلال شهر رمضان المسلمون في تايبيه يعقد موائد الالإطار في المسجد، الطلاب والعمال المسلمين الأجانب ينظمون إلى الحدث، الغذاء بسيطة حيث تقدم التمور والمياه المعدنية ويتم تقديمها عادة من التبرعات التي تم جمعها خلال شهر رمضان.
فتح المسجد أبوابه للجمهور خلال الذكرى 41 لبنائه وذلك في شهر أبريل من عام 2001، حيث عقتد أنشطة مثل التصوير الفوتوغرافي والمعارض، وقال إمام المسجد إسحاق ما أن هذا الحدث ليس فقط يمثل احتفال الثقافي ولكن أيضا يعبر على أنه دعوة للتايوانيين الذين لم يعودوا يمارسون دينهم الإسلامي للانضمام لجماعة المسجد، مثل أولئك الذين يعيشون في بلدة لوكانغ في مقاطعة تشانجوا، المسجد غالبا ما تستضيف الزيارة التي يقوم بها الطلاب الذين ينتمون إلى ديانات آخر، ويتم فيها شرح من قبل الإمام حتى يتمكنوا من الحصول على فهم أفضل حول تعاليم الإسلام، ويضم المسجد أيضا ورش عمل بين الأديان والمناقشات بين الإسلام والكونفوشيوسية والكاثوليكية والبوذية لتعزيز التفاهم المتبادل مع الأديان الأخرى.

## العمارة

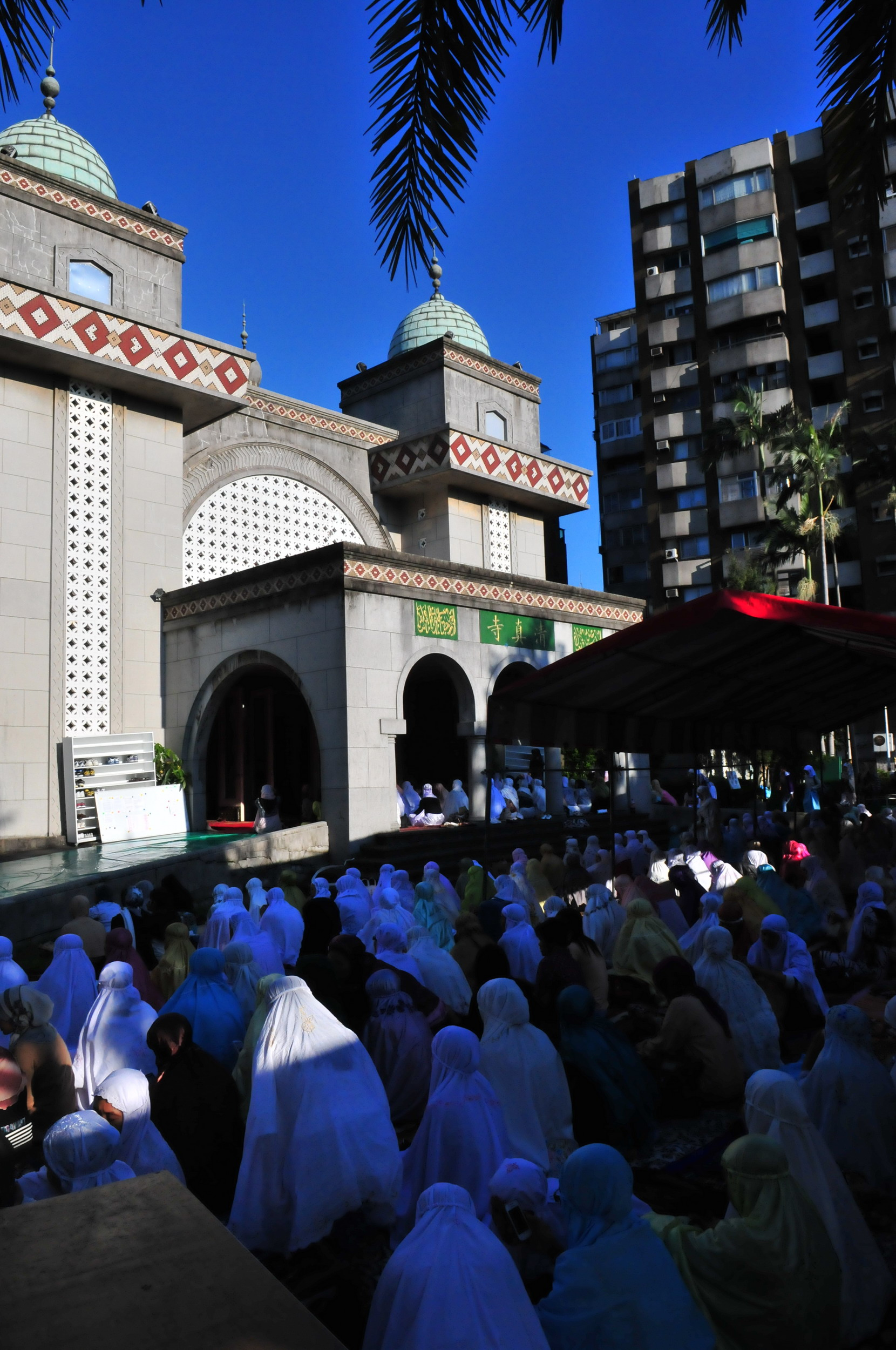
الساحة الخارجية للمسجد

تم بناء مسجد تايبيه الكبير وفقا للتصاميم الإسلامية والعمارة العربية، وكان تصميم المسجد للمهندس المعماري يانغ تشو تشنغ، وهو نفس المهندس الذي صمم فندق تايبيه الكبير وقاعة تشيانغ كاي شيك التذكارية والمسرح الوطني وقاعة الحفلات وغيرها الكثير من المباني التاريخية في تايوان، تم بناء الهيكل الرئيسي باستخدام الخرسانة المسلحة، المسلمين المحليين على حد سواء مع الأجانب المسلمين يتجمعون في المسجد يوم الجمعة حيث تقام صلاة الجمعة، المسجد لديه قبة خضراء برونزية يبلغ ارتفاع سقفها 15 مترا ويبلغ قطرها 15 متر، وهي تدعم نفسها بالكامل من دون عوارض، مزينة بأوراق من النحاس الأصفر، وكما السنوات الماضية أكسدة الهواء حولت القبة لزنجار، القبة لديها اثنين من الطراز البيزنطي على شكل قبة بصلية وزخارف على شكل هلال، يحتوي المسجد على مئذنتين بارتفاع 20 مترا كل مئذنة تقع على طرف المبنى، هذه المآذن هي رمادية اللون مع عنق أحمر مستدقة على شكل قمة بصلية، تصميمها عبارة عن مزيج من المواد الآسيوية التايوانية والوسطى.
مسجد تايبيه الكبير هو أكبر مسجد في تايوان مع مساحة إجمالية قدرها 2,747 متر مربع وقاعة للصلاة ارتفاعها 15 مترا، بنيت القاعة وفقا للتقاليد الإسلامية وفن الهندسي الإسلامي التي يوجد فيها زجاج نوافذ، ويمكن أن يستوعب المسجد ما يصل إلى 1,000 مصلي في وقت واحد، ويزين المسجد السجاد والثريات المصنوعة يدويا من صناعة فارسية خالصة والتي قدمها ملوك الدول في بداية بناء المسجد، كانت قاعة الصلاة تقع في الطابق الأرضي من المسجد، ولكن نظرا لتزايد عدد المسلمين الذين يحضرون لأداء الصلوات، أضيف طابق ثان فوق الطابق الرئيسي وأنشأت قاعة صلاة جديدة لاستيعاب المصلين الإناث، تحيط بقاعة الصلاة الرئيسية أعمدة على الطراز الروماني والطراز المعماري البيزنطي، يتم تعبئة أروقة المسجد مع أقواس متدرجة والتي تمتد لكلا طرفي المسجد، عرض وارتفاع العمود من الأقواس يتناسب مع الأوتاد المربع من القوس مع حواف مستديرة، الجدران الخارجية للمسجد مصنوعة من الطوب وقطع الحجارة، وتشمل المرافق الأخرى قاعة الاستقبال وقاعة الصلاة والأروقة جانبية ومكاتب إدارية ومكتبة وغرفة وقاعات الوضوء، هناك نوعان من أشجار النخيل العربي تقع في الجزء الأمامي للمسجد في ساحة الحديقة.